# La Chapelle-sur-Furieuse
La Chapelle-sur-Furieuse – miejscowość i gmina we Francji, w regionie Burgundia-Franche-Comté, w departamencie Jura.
Według danych na rok 1990 gminę zamieszkiwały 254 osoby, a gęstość zaludnienia wynosiła 28 osób/km² (wśród 1786 gmin Franche-Comté La Chapelle-sur-Furieuse plasuje się na 494. miejscu pod względem liczby ludności, natomiast pod względem powierzchni na miejscu 492.).